# Castillo de Lagos
El Castelo de Lagos, oficialmente conocido como Muralhas e Torreones de Lagos y Cerca Urbana e Frente Fortificada de Lagos, es un monumento militar de la ciudad de Lagos, en la región del Algarve, en Portugal. Aunque las estructuras defensivas de la ciudad se conocen como Castelo de Lagos, esta denominación se aplica principalmente a la fortaleza conocida como Castillo de los Gobernadores, mientras que el perímetro restante, compuesto por varias murallas y baluartes, se conoce como Murallas de Lagos.
La zona donde se encuentra la moderna ciudad de Lagos, en la orilla derecha de la Ribeira de Bensafrim, pudo haber sido fundada por los cartagineses a mediados del primer milenio antes de Cristo. Este asentamiento probablemente contaría con algunas estructuras defensivas, pero la primera fortificación tipo castillo no se construyó hasta la época islámica, siendo probablemente una alcáçova, que pudo ser el origen del posterior Castillo de los Gobernadores. Tras la reconquista, se inició la construcción de un conjunto de murallas alrededor de la ciudad, que en aquel momento sólo sería la zona comprendida entre la Porta de São Gonçalo, la Porta da Vila, el castillo y la futura Iglesia de Santo António. Las obras se iniciaron durante el reinado de D. Afonso III (1248-1279), y se concluyeron probablemente en el siglo XIV.
Debido a la progresiva expansión urbanística de la ciudad de Lagos, y a su importancia como parte de los Descubrimientos portugueses, a principios del siglo XVI se empezó a pensar en la construcción de una segunda línea de murallas, que se completaron durante el reinado de D. João III (1502-1557). Este programa de obras abarcó también al propio castillo, que fue ampliado, habiendo comenzado también en ese siglo a ser utilizado como residencia de los gobernadores, por lo que pasó a ser conocido popularmente como Castillo de los Gobernadores. La ciudad y sus defensas entraron en una fase de decadencia tras la  Restauración de la Independencia en 1640, y en 1755 fue devastada por un seísmo, que destruyó el castillo y la mayor parte de las murallas. el castillo nunca fue reconstruido, y finalmente fue parcialmente convertido en un hospital. El conjunto de las murallas y el castillo fueron elevados a Monumento Nacional en 1924, y en la década de 1950 el Estado Novo llevó a cabo extensas obras de restauración, como parte de las celebraciones del centenario del Infante D. Henrique. Desde entonces, las murallas y el castillo han sido objeto de varias intervenciones puntuales de conservación, destacando los trabajos realizados en la década de 1980 por la Direcção-Geral dos Edifícios e Monumentos Nacionais, y en la década de 2010 por el Ayuntamiento de Lagos.

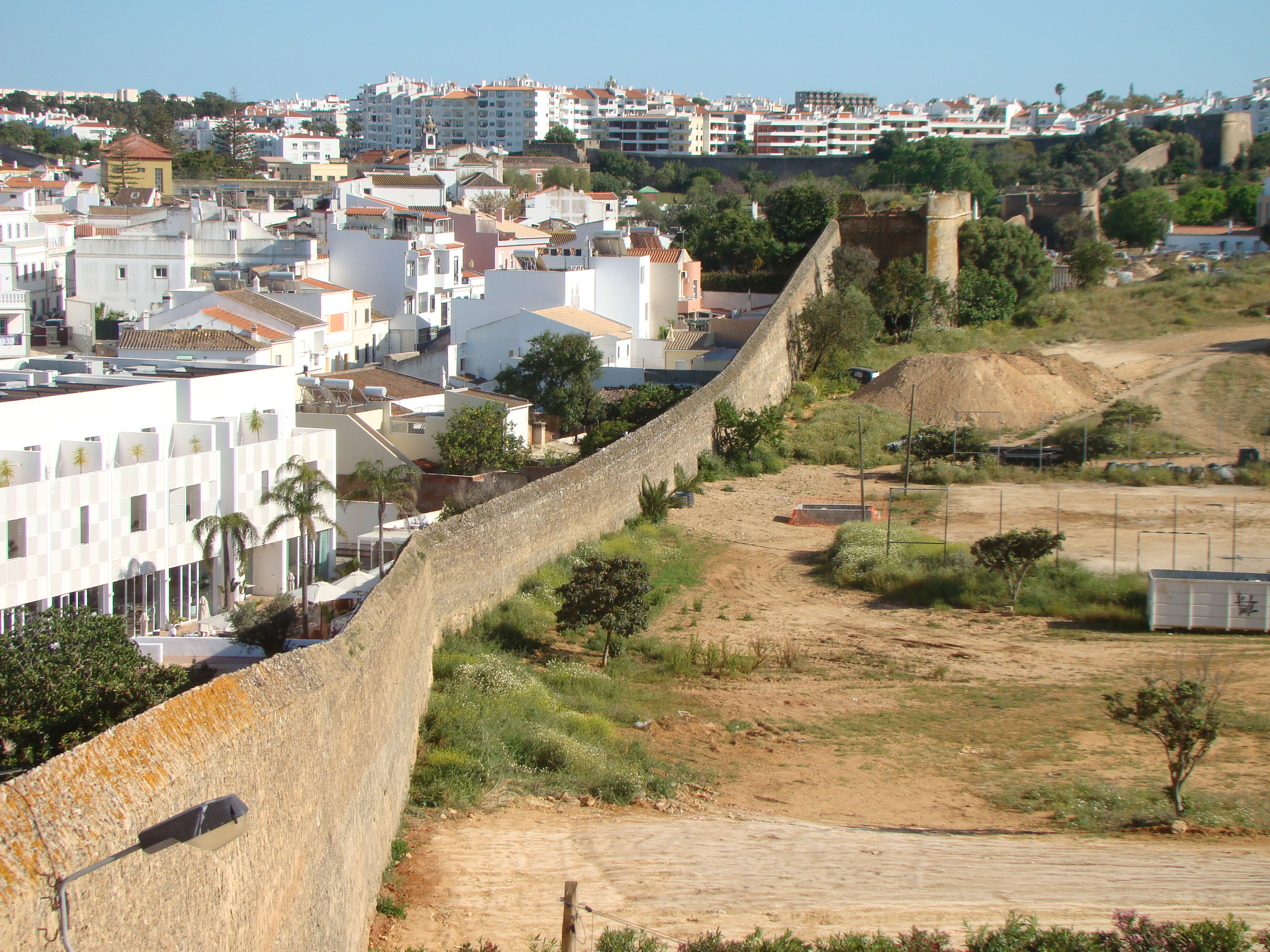
Vista del Bastión de San Francisco en 2018. En el lado derecho, se pueden ver en secuencia los tres baluartes de Sto. Amaro, Porta dos Quartos y S. Nicolau. En el fondo central, detrás del Convento do Carmo, se encuentra el Baluarte da Gafaria

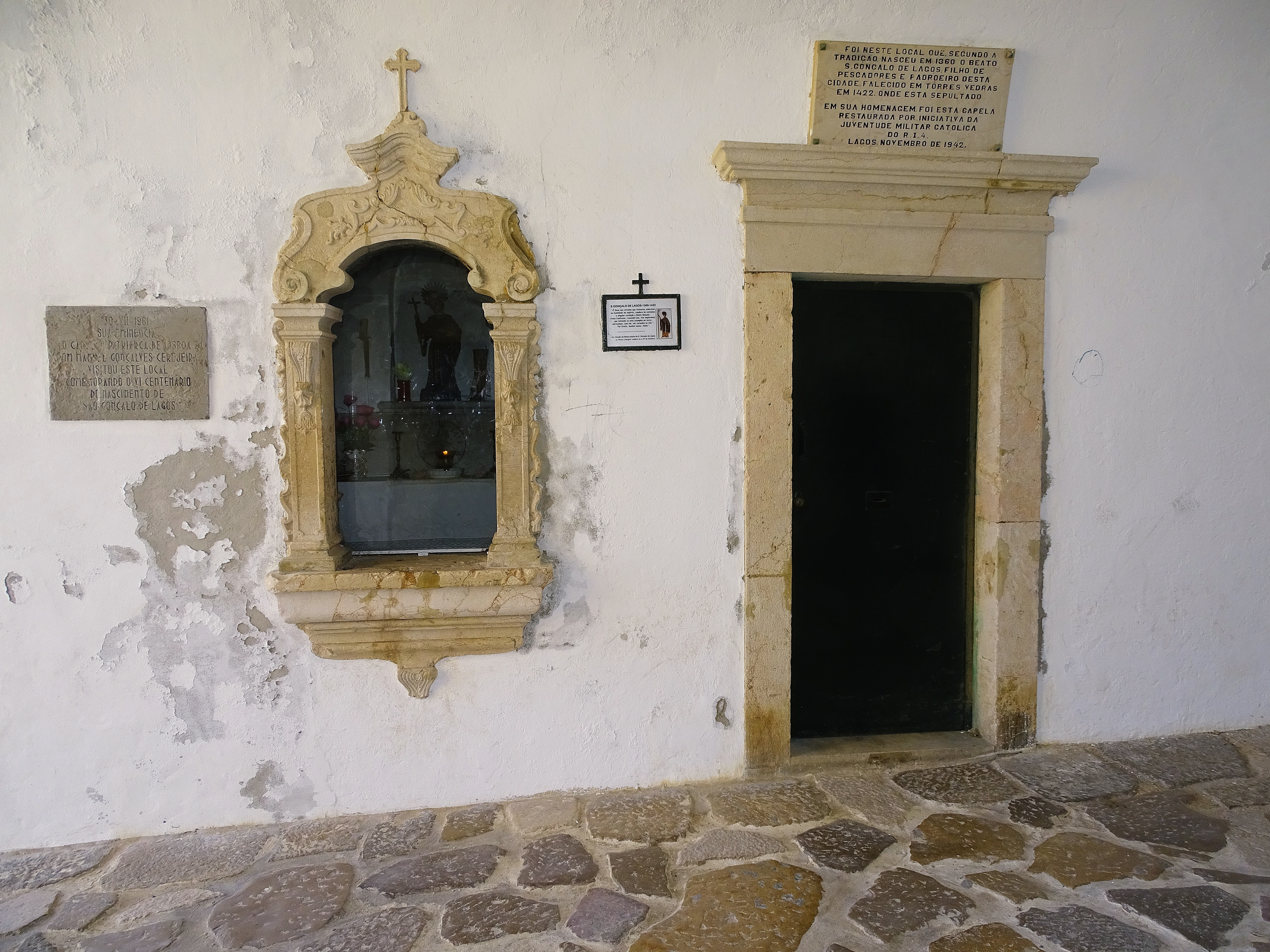
Oratório de São Gonçalo, en el arco del mismo nombre

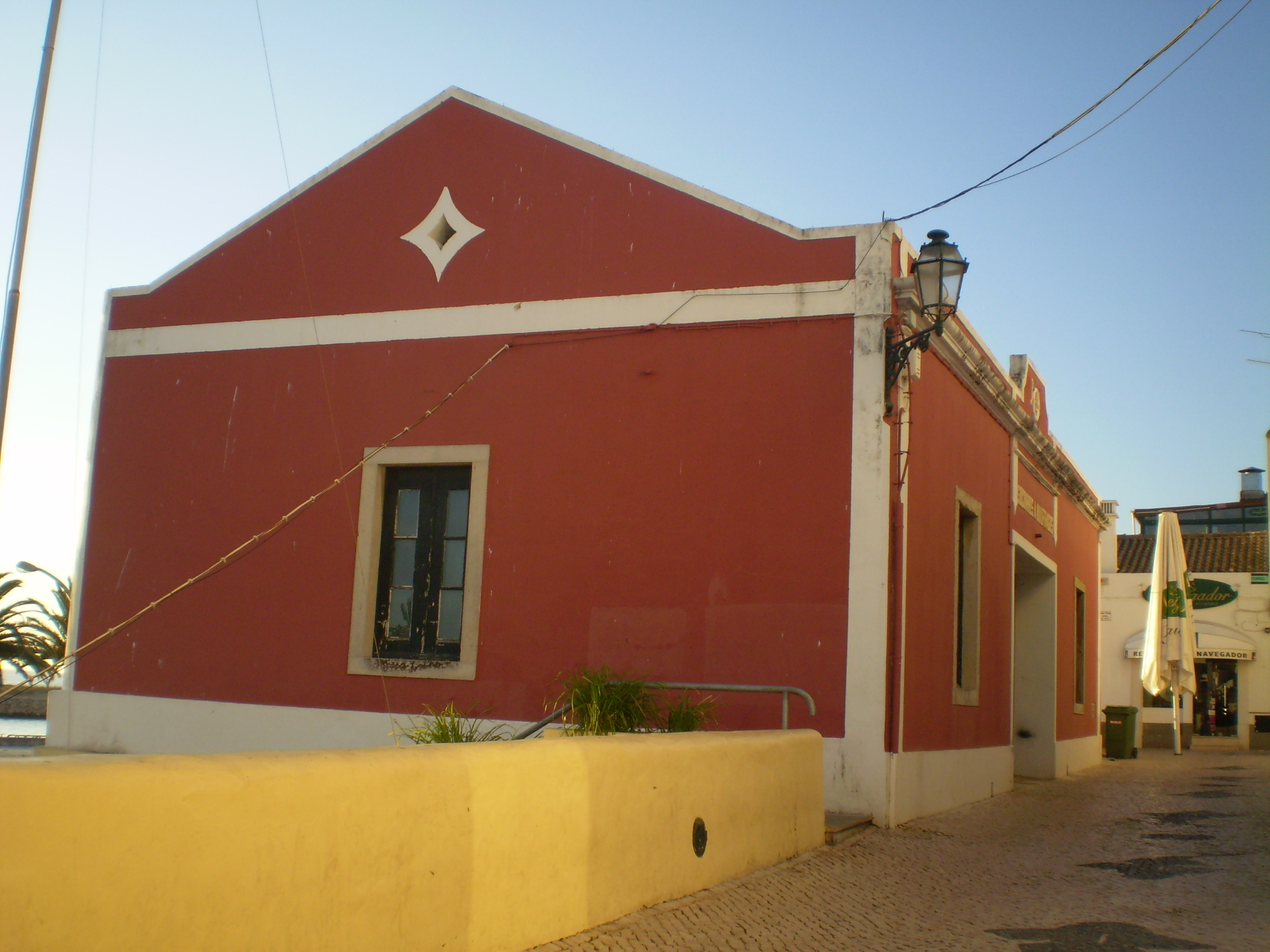
Antiguo edificio de los Socorros a Naufragos, construido en el lugar del baluarte de Barroca, en la calle del mismo nombre

.
.
.

## Descripción

### Importancia y conservación
El conjunto de murallas de Lagos está clasificado como Monumento Nacional. Fue considerado por la Ordem dos Arquitectos como el principal monumento entre el patrimonio edificado de Lagos, debido a su historia, por ser un ejemplo único de estructura militar dentro del período en que fue construido, y por su papel en la delimitación y organización del centro histórico.

### Composición
El perímetro defensivo de Lagos se compone de varios tramos de muralla, jalonados por bastiones, y una fortificación mayor, conocida como Castillo de los Gobernadores. La muralla se divide en dos partes diferenciadas, correspondientes a la Cerca Medieval y a la Cerca Renacentista. Aunque originalmente la ciudad estaba totalmente cubierta por las murallas, una parte considerable de las mismas ha desaparecido en la actualidad, motivada principalmente por la expansión urbana. El historiador Pinho Leal refiere en su obra Portugal Antigo e Moderno, publicada en 1873, que las murallas son altas y tienen 9 baluartes al río, con 4 puertas (S. Gonçalo, Caes, S. Roque y Nova) y otras 4 a tierra (la de Portugal, Postigo, Quartos y la de la Villa).

#### Muros y baluartes
La Cerca Antiga o Cerca Medieval protegía la parte antigua de la ciudad, un burgo de forma aproximadamente octogonal que modernamente se clasificaba como «Núcleo Primitivo de Lagos» o Vila-a-dentro. Durante las épocas romana y visigoda, esta zona estaba probablemente organizada de forma similar a un campamento militar romano, de forma aproximadamente cuadrada, rodeado de murallas, y con las calles y edificios dispuestos de forma reticular, con el centro urbano en la esquina suroeste y una fortaleza en el lado noreste. El trazado de estas primitivas murallas comenzaba en la Porta da Vila, junto a la antigua Iglesia de Santa Maria da Graça, pasó por la plaza formada por la Rua 5 de Outubro y la Travessa do Cotovelo, y en las inmediaciones de la Iglesia de Santo António, pasó por el lugar donde posteriormente se construyó la Iglesia Parroquial de Santa María de Lagos, y luego siguió hasta el castillo.
La muralla tenía tres puertas principales, probablemente defendidas por torres albarranas, una de ellas, conocida como la Porta da Vila, y estaba situada junto a la Iglesia de Santo António, y vestigios de las dos torres y parte de las murallas fueron descubiertos durante las obras de remodelación del museo y de la antigua comisaría de la Polícia de Segurança Pública. El nombre de Porta da Vila se atribuyó a la abertura situada en la esquina opuesta de las murallas, junto a la antigua Iglesia de Santa Maria da Graça. Además de las puertas, también contaba con varios accesos menores, conocidos como wickets cuya presencia permaneció en la configuración viaria del núcleo urbano, y algunos también fueron registrados en la cartografía. Por ejemplo, el antiguo wicket de Gafaria correspondía en la intersección entre las calles Dr. Mendonça y la calle 5 de Outubro, mientras que el wicket de Misericórdia se encontraba en el punto en el que la Rua do Castelo dos Governadores desemboca en la Praça do Infante, este último también estaba representado en la carta mural de Lagos de mediados del siglo XVI, por lo que probablemente seguía en uso. Otro portillo habría estado situado en Torreão da Ribeira, aunque su ausencia en el mapa indica que ya habría sido entaipado para entonces.
La sección superviviente de este perímetro amurallado también se conoce como Pano Nascente, y corresponde a la sección de murallas entre el Castillo de los Gobernadores y la Torreão da Ribeira, e incluye la Porta de São Gonçalo, flanqueada por dos torres albarranas. La Torreão da Ribeira es probablemente similar a los bastiones que puntuaban las murallas islámicas. En la Porta o Arco de São Gonçalo hay un oratorio dedicado a São Gonçalo, ya que según la tradición, el santo habría nacido en 1360, en una casa situada en las inmediaciones de este lugar, que entonces era conocido como Portas do Mar. Encima del arco había una iglesia dedicada a Santa Bárbara. Frente al Castillo de los Gobernadores y el Muelle del Este hay un espacio verde, el Jardim da Constituição. Cerca de la Puerta de la Villa también se han encontrado algunos caboucos y otros vestigios de la cerca medieval, que se integraron en el contexto de la segunda fase del uso de ese sitio como cementerio.
La Cerca Nova o Muralla Renacentista  incluye algunas partes reutilizadas de la antigua muralla medieval, y comienza en el baluarte de la Porta da Vila o de Santa Maria da Graça, en el ángulo suroeste de ese perímetro defensivo. Este bastión estaba situado en las inmediaciones de la antigua Iglesia de Santa Maria da Graça, en un lugar elevado que le permitía dominar los alrededores y las murallas. Esta iglesia no es la moderna iglesia parroquial de Lagos, situada en la Praça do Infante, sino otro templo, situado en lo alto de una colina en el lado suroeste de la ciudad, y que fue destruido por el terremoto de 1755.
Este baluarte fue construido para adaptarse a las nuevas capacidades de la artillería de la época, con planta poligonal, tres orieles con cuñas de piedra recortada y parapeto con cañoneras. Más tarde, se instaló allí un observatorio astronómico. A continuación viene el bastión Coronheiro o Santo António, llamado así por un antiguo convento dedicado a  Santo António de Lisboa. El tercer bastión es el de Gafaria o Nossa Senhora da Conceição, cuyos nombres se inspiraron en dos estructuras situadas en las proximidades - la Ermida de Nossa Senhora da Conceição, posteriormente integrada en la Convento de Nossa Senhora do Carmo, y un antiguo hospital de leprosos, que también era conocida como gafaria. En la esquina suroeste de la cerca, y por tanto en el punto más occidental de las murallas, se alzan los baluartes de las Monjas, Alcaria o São Nicolau, de planta cuadrangular, y dos grandes orieles, con cuñas de piedra recortadas. La plataforma tiene un parapeto con bordas, y se accede a ella por una escalera. El baluarte Porta dos Quartos está situado en la cara oeste de la cerca, y recibió su nombre por haber sido construido el alojamiento de los soldados de los cuarteles situados en esa zona, en 1695. También tiene planta cuadrangular, y cuenta con tres orieles con cuñas en cantería labrada, y un parapeto con cañoneras. A la plataforma superior se accede por una escalera y una puerta con marco de cantería. A continuación se encuentra el baluarte Paiol o Santo Amaro, en referencia a la ermita de Santo Amaro. A continuación viene el bastión Jogo da Bola o São Francisco, llamado así por un antiguo convento, situado en el extremo norte de la cerca. Tiene planta cuadrangular, y dos orieles rematados por cornisas inclinadas. La plataforma superior, a la que se accede por una rampa, tiene un parapeto con cañoneras.
Las murallas continuaban a lo largo del frente marítimo de Lagos, con al menos tres bastiones.Este conjunto desapareció debido a la expansión urbana de Lagos, perdurando su presencia sólo en la toponimia local, como la Rua da Barroca y la Rua das Portas de Portugal. Uno de ellos fue el de São Manuel, que también fue conocido como da Porta Nova después de que se instalase una nueva puerta de la ciudad, en sustitución de la antigua Porta de São Roque, habiendo sido demolido este baluarte para construirse en su solar edificio original del Ayuntamiento. La llamada Porta de Portugal daba acceso al Rossio de São João, donde se encontraba el puente sobre la Ribeira de Bensafrim. También desapareció el baluarte de la Porta do Postigo, siendo conocida esta entrada como la que se dejaba abierta para los más rezagados. El baluarte de la Porta de Portugal protegía la entrada del mismo nombre, y estaba situado en la cara norte de la muralla, orientado hacia el interior del país. Un tramo de las murallas correspondía a la moderna Rua da Barroca, situada a orillas de la Ribeira de Bensafrim hasta la década de 1960. Algunos de los tramos de la cerca junto a la Praça do Infante fueron utilizados para construir la plataforma elevada donde se instaló el edificio del Comedor Militar de Lagos. Parte del terreno extramuros, en el lado de tierra, se convirtió en una zona verde, el Anillo Verde o Parque de la Ciudad.

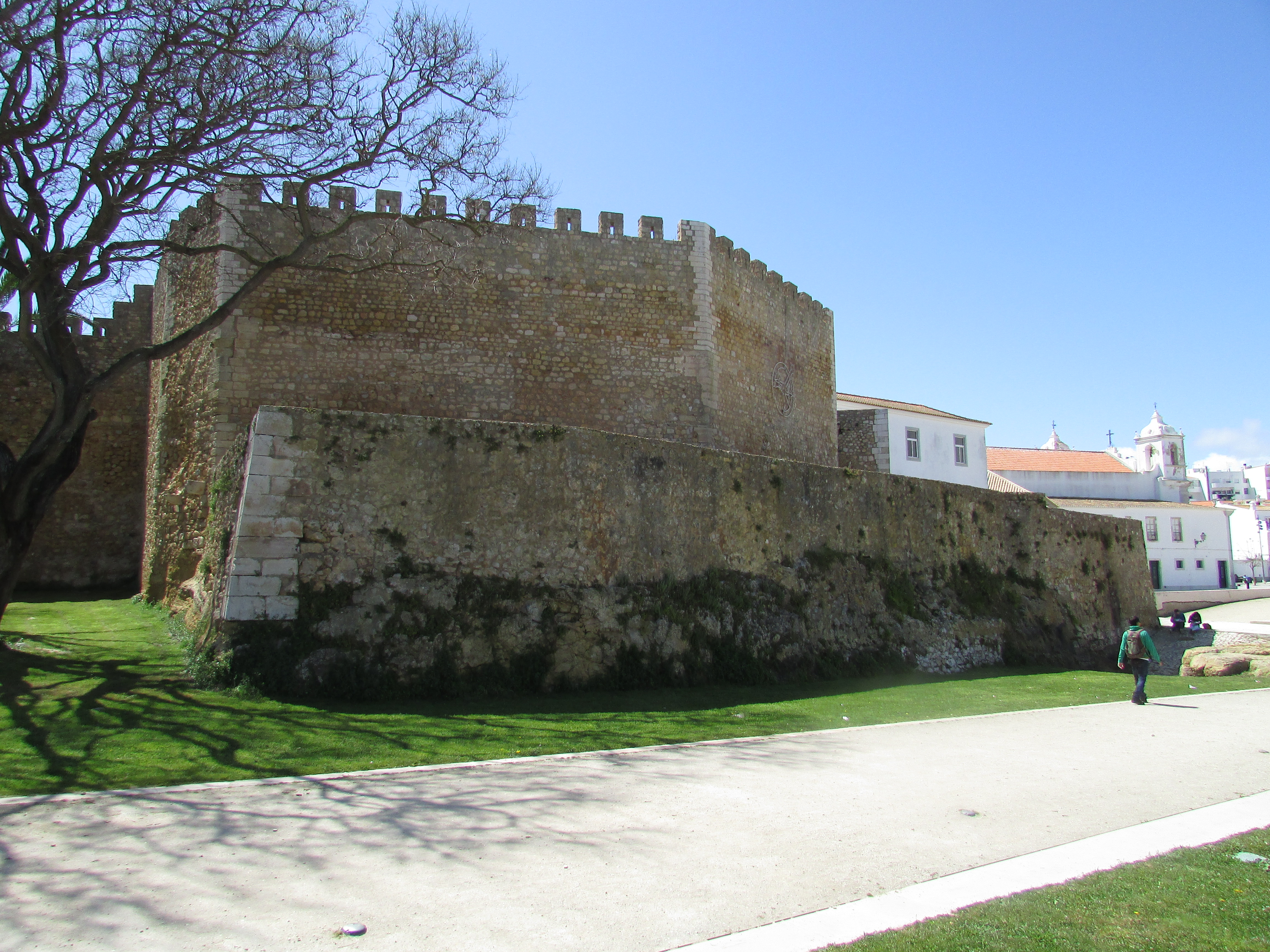
Castillo de los Gobernadores, en 2016.

#### Castillo de los Gobernadores
Uno de los principales elementos del sistema defensivo es el Castillo de los Gobernadores, que en sí mismo también recibe el nombre de Castillo de Lagos. Está integrado tanto en el conjunto del Cerco Medieval como en el del Cerco Nuevo, ya que puede haber sido construido durante la Edad Media, y luego ampliado durante la construcción del nuevo perímetro en la época renacentista. Pudo haber sido adaptado a partir de la antigua alcáçova islámica, que a su vez ocupaba el emplazamiento de una antigua fortaleza romana y visigoda. El nombre de Castillo de los Governadores proviene de haber sido utilizado como vivienda por los gobernadores del Algarve a partir de la segunda mitad del siglo XVI. En la zona comprendida entre el Castillo de los Gobernadores y el edificio conocido como Quartel dos Remadores da Alfândega, junto a la Igreja Paroquial de Santa Maria de Lagos, se abrían dos puertas en la muralla, que comunicaban el interior de la ciudad con el Muelle de la Ribeira, situado en esta zona.
El castillo y las murallas formaban parte de un extenso sistema defensivo que protegía no sólo la ciudad sino también la zona de Lagos, y que incluía también una red de fortificaciones a lo largo de la franja costera. Pinho Leal menciona que el gobernador militar tenía diez fuertes y baterías marítimas bajo su dependencia. Este sistema incluía los fuertes de Castillo de la Senhora da Luz, Vera Cruz da Figueira, de Meia Praia, de São Luís de Almádena, de Ponta da Bandeira y de Pinhão, y las baterías de Zavial, de Faro de la Punta de la Piedad y de Porto de Mós. La décima fortificación fue la de Barroca, que se integró en las murallas de la ciudad.

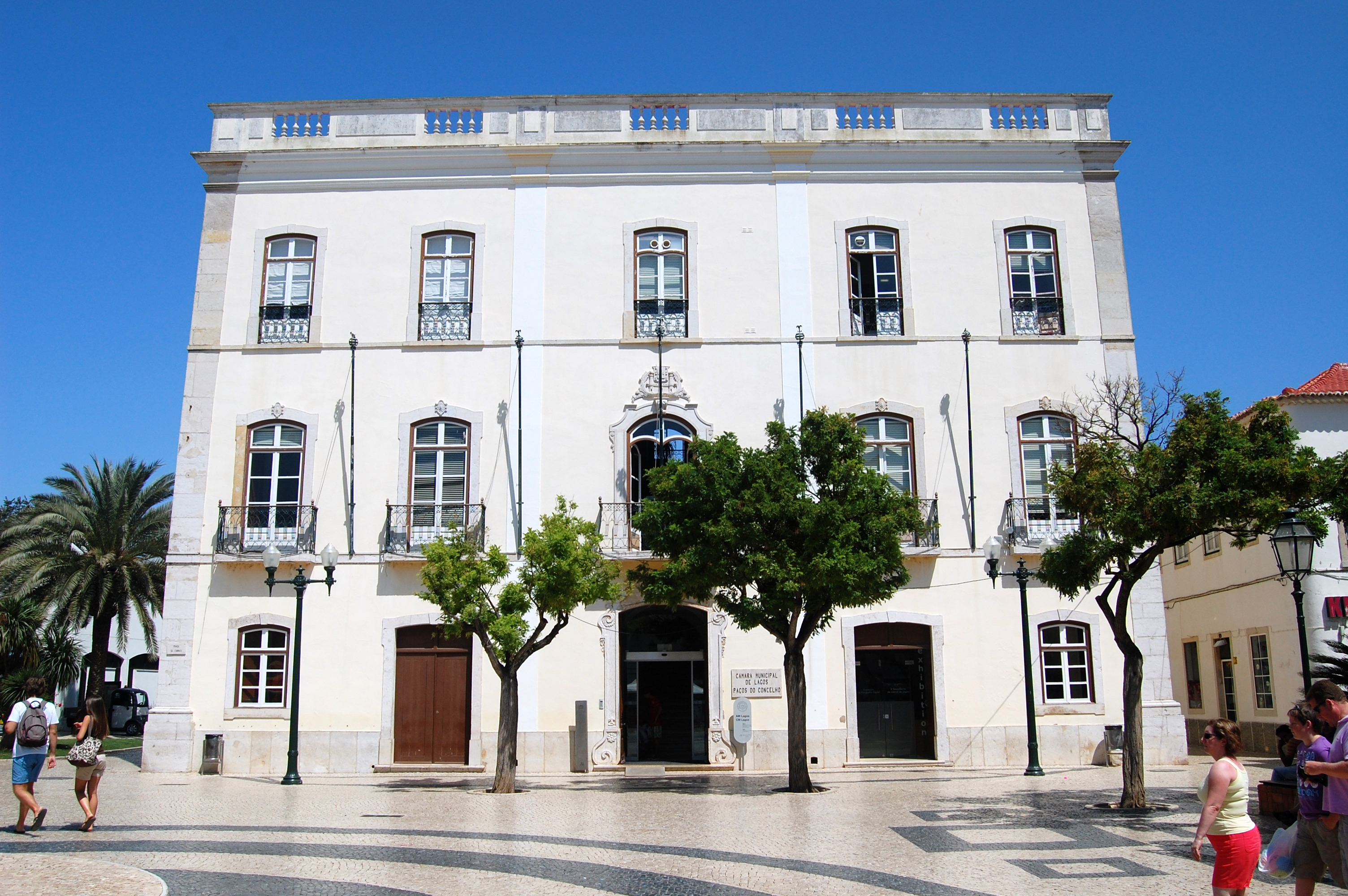
El edificio de los Antigos Paços do Concelho de Lagos está situado en el lugar donde se levantaba el Baluarte de Sâo Manuel

.

## Historia

### Prehistoria y época romana
La ciudad de Lagos tiene una historia muy antigua, el primer asentamiento en la zona fue el castro fortificado o ciudad de Lacóbriga, fundada alrededor de 1899 a. C., por los  pueblos Conii. El principal sitio señalado por los arqueólogos para la localización de Lacobriga es la Monte Molião, donde se han encontrado vestigios desde la prehistoria hasta el Dominación Romana. En la zona de Lagos se han encontrado vestigios de pueblos fenicios, y Griegos. El asentamiento fue conquistado por los Cartagineses, que trasladaron su ubicación a mediados del primer milenio a. C., al emplazamiento de la actual ciudad de Lagos. El asentamiento debió de contar con algunas estructuras defensivas, ya que fue asediado por tropas Romana en el año 76 a. C., batalla que ganó, aunque finalmente fue conquistado todavía durante el siglo I a. C., El dominio romano de Lusitania duró hasta mediados del primer milenio, finalizando con las invasiones de pueblos procedentes del este, primero los alanos y después los visigodos.

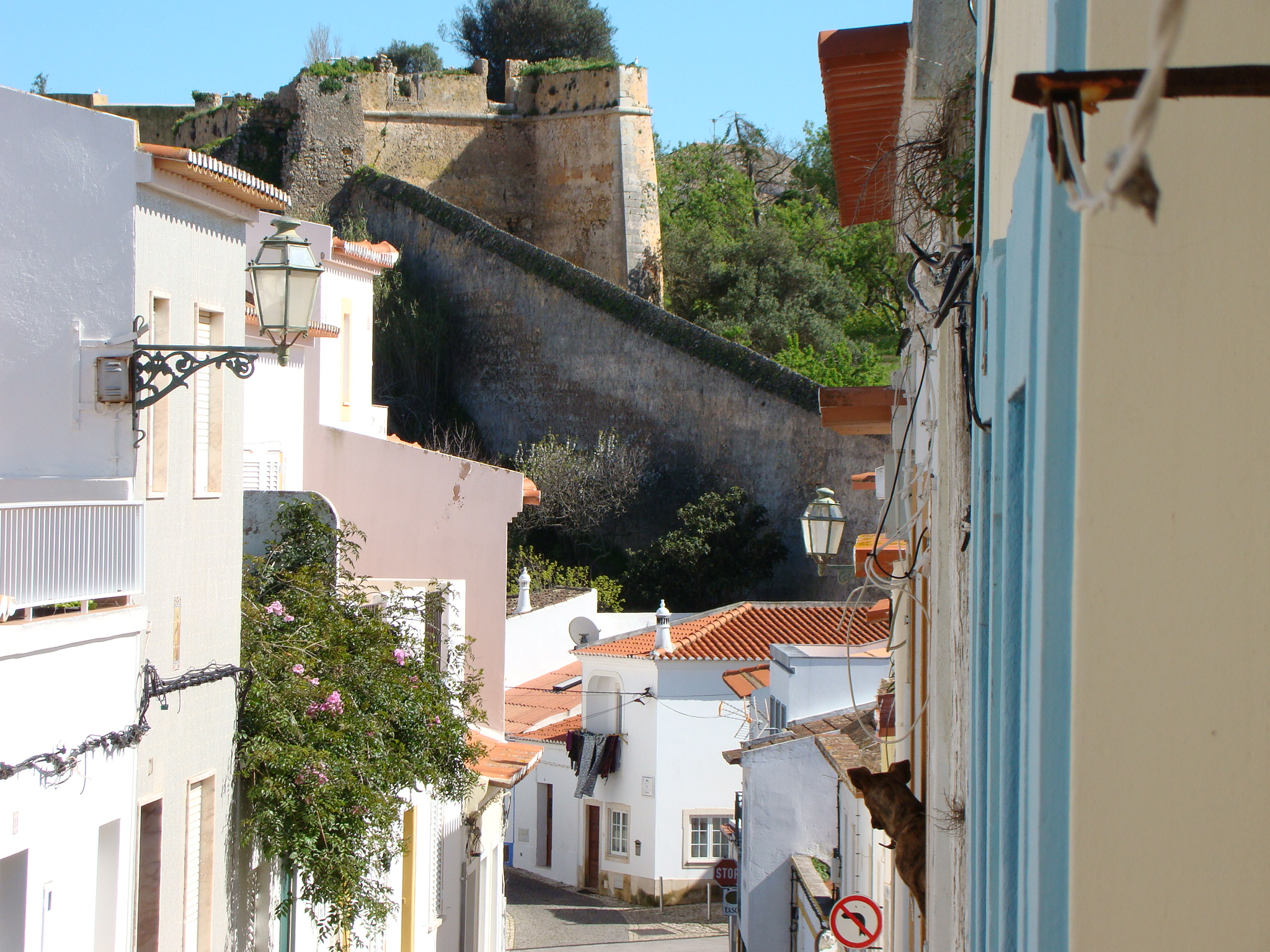
Rua Cardeal Netto, en 2013. Al fondo se ve el arruinado Baluarte de Santo António

.